# Хэтэуэй, Эми
Э́ми Элизабет Хэ́тэуэй (англ. Amy Hathaway; 1974) — американская актриса

.

## Биография
Эми Элизабет Хэтэуэй родилась в 1974 году. Она посещала Колледж Санта-Моники с 2002 по 2004 год. Затем она поступила в Калифорнийский университет, который окончила, получив степень в области биологических наук. Её прабабушка выжила во время затопления Титаника.
Эми дебютировала в кино в 1988 году, сыграв роль Крис Хейден в телевизионном фильме «Дураки». Всего, по состоянию на 2013 год, Хэтэуэй сыграла в 37-ми фильмах и телесериалах.
В 2001—2003 годы Эми была замужем за сценаристом и режиссёром Дериком Мартини. В настоящее время, Хэтэуэй замужем во второй раз за Нэвином Джиредди, с которым она училась в четвёртом классе в Чандлерской школе. Годы спустя, они воссоединились на Facebook, начали встречаться и, в итоге, поженились.
Она является почётным членом женской группы «Новый Голливуд», основанной актрисой Брианной Браун.

## Избранная фильмография
| Год  |   | Русское название                          | Оригинальное название                        | Роль              |
| ---- | - | ----------------------------------------- | -------------------------------------------- | ----------------- |
| 1989 | ф | Запретная тема                            | Kinjite: Forbidden Subjects                  | Рита Кроу         |
| 1991 | с | Чудесные годы                             | The Wonder Years                             | Дениз Лавелл      |
| 1994 | ф | Клиент                                    | The Client                                   | Карен             |
| 1994 | с | Чудеса науки                              | Weird Science                                | Деб               |
| 1994 | с | Лоис и Кларк: Новые приключения Супермена | Lois & Clark: The New Adventures of Superman | Бонни Паркер      |
| 1995 | с | Земля 2                                   | Earth 2                                      | Лидия в молодости |
| 1996 | с | Она написала убийство                     | Murder, She Wrote                            | Юделла Вон        |
| 1997 | ф | Радостная поездка                         | Joyride                                      | Таня              |
| 2002 | с | Баффи — истребительница вампиров          | Buffy the Vampire Slayer                     | Кристин           |
| 2005 | ф | Мистер и миссис Смит                      | Mr. & Mrs. Smith                             | красотка          |
| 2009 | с | C.S.I.: Место преступления                | CSI: Crime Scene Investigation               | Дайан Паленто     |
| 2009 | с | Касл                                      | Castle                                       | адвокат           |
| 2009 | с | Ищейка                                    | The Closer                                   | Лорен Хайнс       |